# Angel (chó trị liệu)
Angel (sinh ngày 9 tháng 3 năm 2009) là một con chó trị liệu chỉ có một mắt, ba chân và là Chó trị liệu chính thức của Houston, Texas. Con chó sục Vàng thuộc giống cái này làm việc tại Bệnh viện Houston Methodist, Bệnh viện Tưởng niệm Hermann (Cơ sở trẻ em và Tây Nam), Chăm sóc Hỗ trợ Vũ khí và Chăm sóc Hỗ trợ Hampton.
Ngoài ra, nó cũng làm việc với các sinh viên Đại học Houston và là thành viên tích cực của Faithful Paws, một tổ chức được tài trợ bởi Liên hiệp Giáo hội Methodist Bellaire với các đội thú cưng đến thăm 120 cơ sở trong và xung quanh Houston. Angel là bạn đồng hành động vật của nghệ sĩ Trish Herrera, thuộc ban nhạc Mydolls.

## Đầu đời
Angel được sinh ra là một con chó con duy nhất trong lứa đẻ, là hiện tượng hiếm có trong loài chó sục Vàng tại cũi của nhà lai tạo Barbara Shapley. Bởi vì Angel bị mất một mắt và một chân, bác sĩ thú y khuyên rằng nó nên được an tử. Tuy nhiên, Shapley không muốn làm theo lời khuyên và quyết định tìm nhà cho con chó con nhỏ của mình. Là một thành viên của cộng đồng giải cứu Golden Retriever, cô nghĩ Trish Herrera sẽ là người nhận nuôi lý tưởng.
Herrera đã có một lịch sử lâu dài làm việc với giống chó này. Năm 2002, cô thành lập Golden Retriever Cứu hộ Houston. Cô đã nuôi dưỡng hơn 25 con chó. Herrera cũng từng là một điều phối viên nhận nuôi và thành lập một quỹ để hỗ trợ những người nhận nuôi những chú chó có nhu cầu đặc biệt. Herrera đã quyết định nhận nuôi Angel.

## Huấn luyện chó trị liệu
Khi Rosie qua đời vào năm 2010, Herrera bắt đầu hợp tác với Angel để huấn luyện nó thành một con chó trị liệu. Đến nay, Angel đã nhận được năm danh hiệu: Chó con Câu lạc bộ chó Hoa Kỳ (AKC), Chó Công dân Gương mẫu ACK, Chó Điều Trị ACK, Chó Điều Trị Nâng cao ẠCK và Chó Trị liệu Trung thành Faithful.